# Cu li thon lông xám
Cu li thon xám (danh pháp hai phần: Loris lydekkerianus) là một loài linh trưởng trong họ Cu li. Nó được tìm thấy ở Ấn Độ và Sri Lanka. Môi trường sống tự nhiên của nó là rừng đất thấp ẩm cận nhiệt đới hoặc nhiệt đới và rừng khô cận nhiệt đới hoặc nhiệt đới. Nó bị đe dọa bởi mất môi trường sống.

## Phân loại
Loài này đã từng được xem là phân loài Loris tardigradus lydekkerianus nhưng Loris tardigradus hiện nay được coi là một loài riêng biệt được tìm thấy ở Sri Lanka. Loài này đã được chia thành nhiều phân loài tách biệt về mặt địa lý.
Phân loài Ấn Độ bao gồm:
- Cu li thon Malabar, Loris lydekkerianus malabaricus - được tìm thấy ở Tây Ghats của Ấn Độ
- Cu li thon Mysore, Loris lydekkerianus lydekkerianus - được tìm thấy ở vùng đồng bằng phía nam của Mysore và Tamil Nadu mở rộng vào Đông Ghats[4].

Phân loài Sri Lanka bao gồm:
- Cu li thon xám Sri Lanka, Cu li thon phương bắc, Loris lydekkerianus nordicus
- Cu li thon cao nguyên, Loris lydekkerianus grandis

## Tập tính

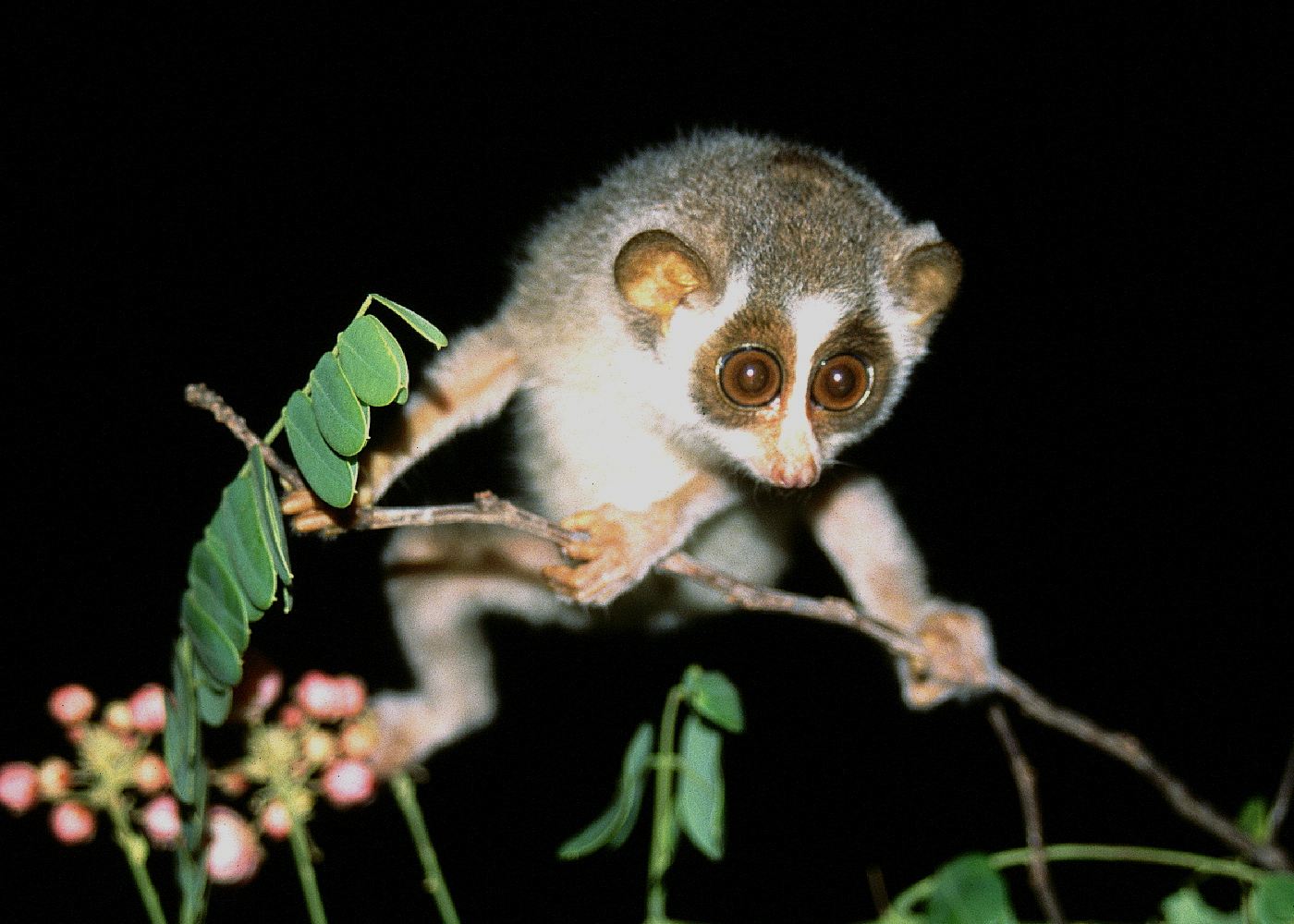
Culi thon xám là loài sống trên cây và hoạt động về đêm.

Giống như các loài cu li khác, loài này hoạt động về đêm và chỉ ra khỏi nơi ở vào lúc hoàng hôn. Chúng chủ yếu ăn côn trùng. Ở miền đông nam Ấn Độ, phân loài guyên biến chủng thường được tìm thấy trong các khu rừng keo, me hay rừng cây bụi gần khu vực canh tác . Các con đực chiếm giữ lãnh thổ rộng lớn hơn so với các con cái. Chúng thường sống đơn độc hoặc hiếm khi sống cặp với nhau. Tuy nhiên, chúng có thể ngủ theo từng nhóm lên đến 6 cá thể gồm cả con non mới đẻ gần đây hoặc lâu hơn. Chúng giao tiếp với một dải các âm thanh và cũng sử dụng nước tiểu và mùi hương để đánh dấu lãnh thổ.